# ツルシギ
ツルシギ（鶴鷸、学名：Tringa erythropus）は、チドリ目シギ科に分類される鳥類の一種である。
その名前の由来は、足とクチバシが赤色であり、ツルを連想させることから。

## 分布
ユーラシア大陸の寒帯や北極圏で繁殖する。冬季はアフリカ大陸中部、地中海沿岸、中近東、インド、東南アジアに渡って越冬する。
日本には、旅鳥として春と秋の渡りの時期に全国的に渡来する。秋よりも春の渡りの方が渡来数は多い。まれに越冬する個体もある。

## 形態
体長約30cm。成鳥夏羽は全体にすすけた黒色で、白い羽縁が目立つ。背中央から腰は白い。アイリングは白い。成鳥冬羽は全身灰褐色で、上面に細かい黒褐色斑がある。幼鳥は成鳥冬羽と似ているが、全体に褐色味が強く、体の下面には灰褐色の縦斑と横斑が密にある。
足は赤色。嘴は黒く下嘴の基部は赤色。冬羽では色がやや淡くなる。

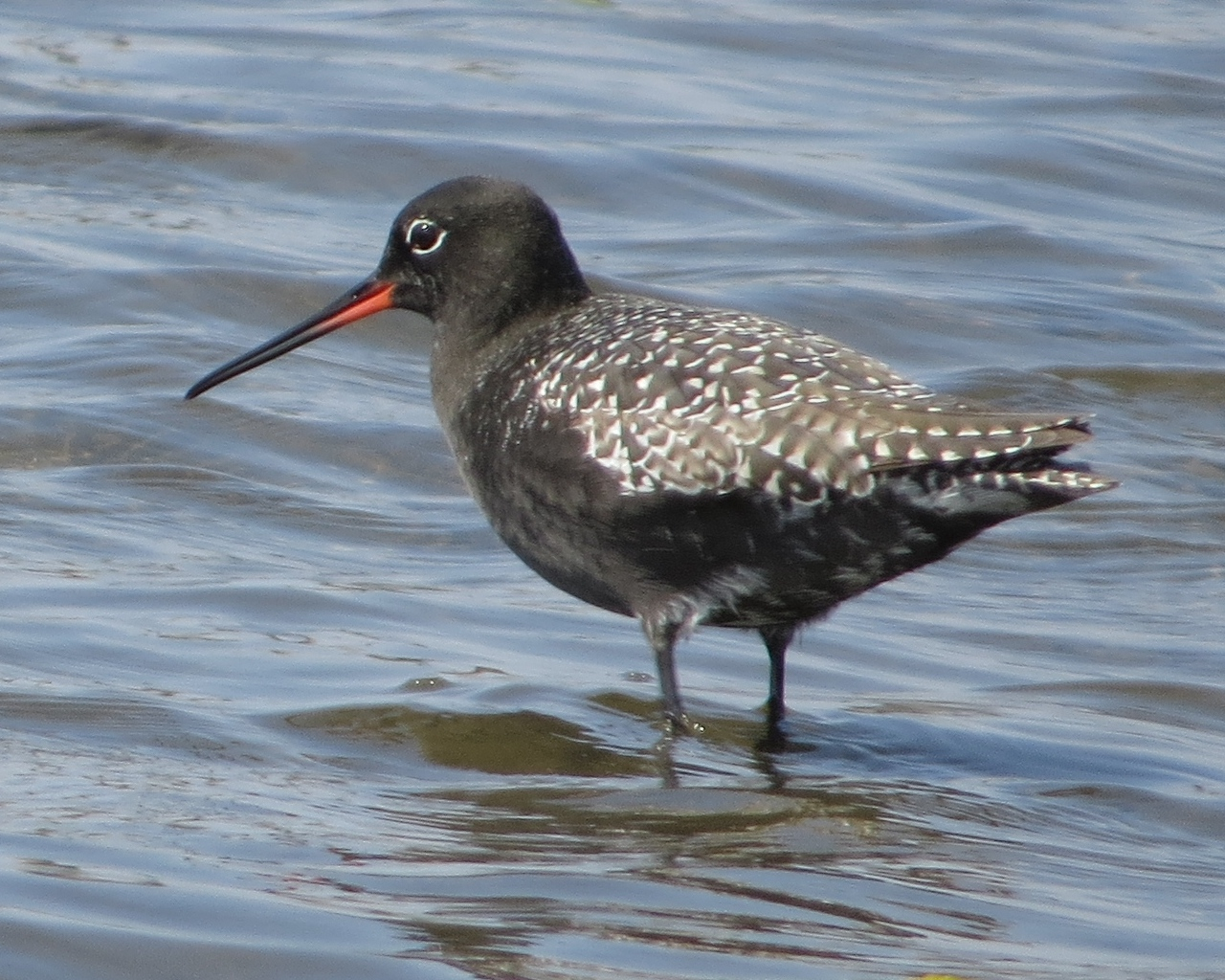
夏羽のツルシギ
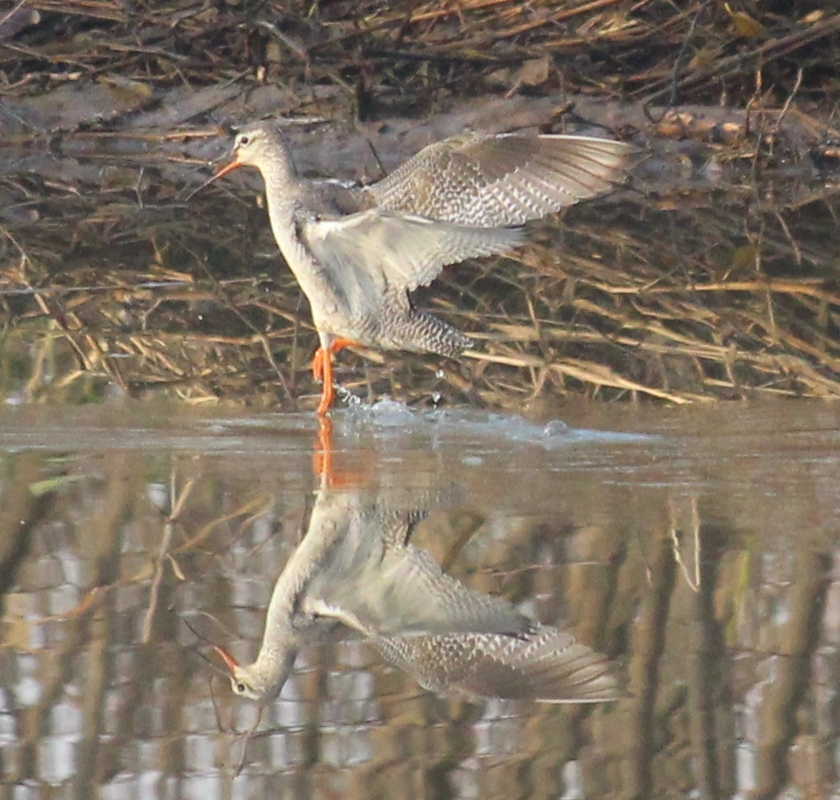
翼を広げた冬羽のツルシギ
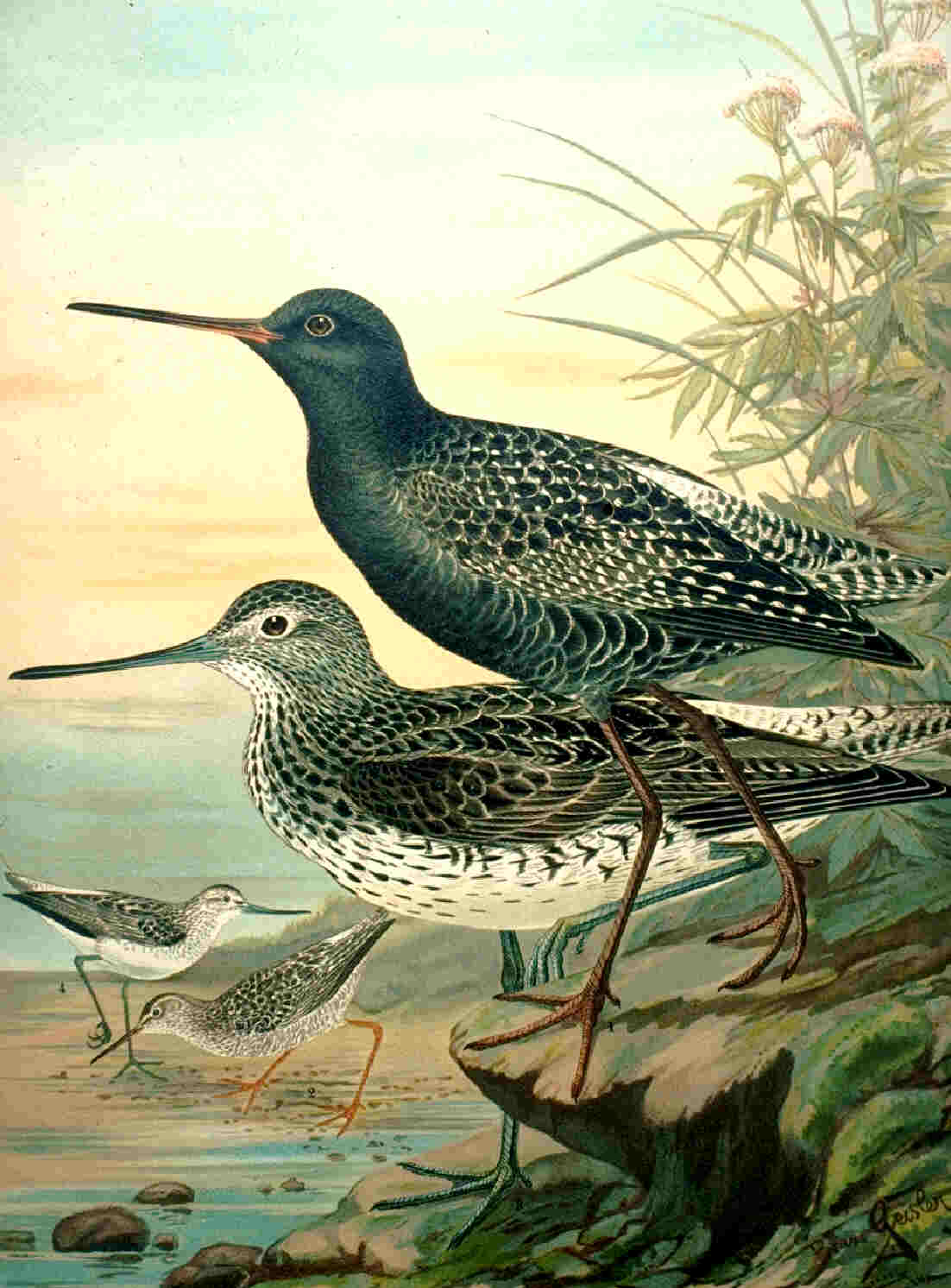
前がツルシギ、後ろはアオアシシギ

## 生態
非繁殖期には、水田、湿地、河口、干潟などに生息する。繁殖期は湿地、湖沼の周辺、樹木の少ない荒れ地などに生息する。非繁殖期には、小規模の群れを形成する。
食性は動物食で、昆虫類や甲殻類、貝類を捕食する。
繁殖形態は卵生。繁殖時期は4月末から6月で、地上に営巣し普通4卵を産む。雌は産卵後まもなく巣を離れ、以後の抱卵、育雛は雄が行う。

## 人間との関わり
ハス田や干潟などが減少したことから、日本への渡来数は減少している。
- 絶滅危惧II類 (VU)（環境省レッドリスト）[2]